# (2844) Hess
(2844) Hess (1981 JP) – planetoida z pasa głównego asteroid okrążająca Słońce w ciągu 3,31 lat w średniej odległości 2,22 j.a. Odkryta 3 maja 1981 roku.